# Daria Fantoni
Daria Fantoni (nata Daria Camilla; Torino, 24 gennaio 1942) è una cavallerizza italiana.

## Biografia
Nata nel 1942 a Torino, a 46 anni ha partecipato ai Giochi olimpici di Seul 1988, nel dressage individuale, in sella a Sonny Boy, chiudendo le qualificazioni con 1284 punti al 22º posto, non riuscendo ad accedere alla finale, riservata ai primi 19.
4 anni dopo ha preso parte di nuovo alle Olimpiadi, quelle di Barcellona 1992, nel dressage individuale e a squadre, sempre su Sonny Boy, arrivando rispettivamente 39ª con il punteggio di 1439, senza arrivare in finale, e 8ª con 4491, in squadra con Laura Conz Dall'Ora, Paolo Giani Margi e Pia Laus. Nell'occasione è stata anche l'atleta più anziana della spedizione azzurra ai Giochi spagnoli, con i suoi 50 anni.
A 54 anni ha partecipato ai suoi terzi Giochi, Atlanta 1996, ancora in sella Sonny Boy, nel dressage individuale e a squadre, terminando rispettivamente 41ª con 1496 punti, non accedendo alla finale, e 9ª, in squadra con Paolo Giani Margi, Pia Laus e Fausto Puccini.
In carriera ha preso parte anche a 4 edizioni degli Europei di dressage, arrivando 41ª nell'individuale e 10ª a squadre ad Aquisgrana 1983, 31ª nell'individuale e 8ª a squadre a Goodwood 1987, 10ª nell'individuale e 5ª a squadre a Donaueschingen 1991 e 10ª a squadre a Mondorf-les-Bains 1995.
Ai Mondiali si è piazzata 9ª a squadre a Stoccolma 1990 e 5ª, sempre a squadre, a L'Aia 1994.